# Нечто из иного мира
«Нечто из иного мира» (англ. The Thing from Another World) — американский научно-фантастический фильм, снятый в 1951 году по мотивам рассказа Джона Кэмпбелла «Кто идёт?».
Хотя в качестве режиссёра был указан Кристиан Ниби, распространено мнение, что на самом деле создатель фильма — его продюсер, Говард Хоукс.

## Сюжет
Капитан Хендри из военно-воздушных сил США попадает на северную полярную станцию, где группа учёных сообщила о падении летающего объекта. Они считают, что он может быть метеоритом или космическим кораблём, прибывшим с другой планеты. На месте приземления подо льдом обнаруживают механизм совершенно круглой формы типа летающей тарелки. Чтобы разогреть периметр, где он находится, военные взрывают термическую бомбу. Взрыв полностью уничтожает корабль. В блоке льда они замечают неизвестную форму жизни. Учёные вырезают лёд и приносят на станцию. Доктор Каррингтон, руководитель научной экспедиции, хочет начать эксперименты над существом. Капитан Хендри, ожидающий приказ от вышестоящего командования, запрещает к нему прикасаться. Но кусок льда тает от тепла электрического одеяла, и существо в форме гуманоида убегает. Люди находят в снегу одну из его рук, оторванную собаками. Эта рука не содержит ни мяса, ни крови, ни нервов. Из неё льётся зелёная жидкость, напоминающая сок. Нечто превращается в гигантский овощ, питающийся кровью, а в клетке находят полностью обескровленную собаку. Существо способно очень быстро размножаться. Доктор Каррингтон тайно проводит эксперимент: он поливает плазмой зерна, содержавшиеся в оторванной руке существа. Они растут в течение нескольких часов, и вскоре раздаются крики, похожие на крики голодного младенца. Нечто убивает двух учёных. Существо ранят, запирают в оранжерее и баррикадируют дверь. Военные начинают задаваться вопросом, не является ли нечто прилетевшим на Землю разведчиком для последующего завоевания планеты инопланетянами. По этой гипотезе пришельцы намереваются питаться кровью землян. Принимается решение уничтожить существо. Военные хотят облить его бензином, так как пули не причиняют ему вреда. Они хотят заманить существо в ловушку. Доктор Каррингтон пытается войти с пришельцем в контакт. Существо ранит его, но, попавшись в ловушку, подвергается воздействию электрического тока и погибает…

## В ролях
- Кеннет Тоби — капитан Патрик Хендри
- Маргарет Шеридан — Никки
- Роберт Корнтуэйт — доктор Артур Каррингтон
- Дуглас Спенсер — Скотти
- Джеймс Янг — лейтенант Эдди Дайкс
- Дьюи Мартин — Боб
- Роберт Николс — лейтенант Кен Макферсон
- Эдуард Франц — доктор Стерн
- Джеймс Арнесс — пришелец

Каскадёр Джон Стил изображал пришельца в сцене, где его поджигают. В свою очередь актёр-карлик Билли Кёртис изображал пришельца в финальной сцене, где он якобы тает из-за воздействия электричества.
Джеймса Арнесса никогда не показывают крупным планом, потому что художник-постановщик Ли Гринвей сначала в течение пяти месяцев создал 18 скульптур пришельца, прежде чем Говард Хоукс выбрал понравившейся ему дизайн, а затем ещё два месяца у него ушло на разработку грима для Арнесса, пока Хоукс не посоветовал ему придать Арнессу внешность в духе монстра Франкенштейна, но даже этот вариант не очень понравился Хоуксу. В итоге пришельца решили не снимать крупным планом, хотя было промо-фото с Арнессом в гриме и именно оно спустя годы использовалось для обложек на VHS и DVD.

## Значение и влияние
Одна из заключительных фраз фильма стала культовой: предупреждение «Следите за небом!» впоследствии неоднократно цитировалось в массовой культуре. Например, оно стало названием документального телефильма Ричарда Шикела «Следите за небом! Научная фантастика, 1950-е и мы» (англ. "Watch the Skies!: Science Fiction, the 1950s and Us", 2005).
В 1982 году вышел фильм Джона Карпентера «Нечто», который формально считается ремейком фильма 1951 года, но по сюжету гораздо ближе к литературному первоисточнику.
В оригинальной истории внеземное существо может принимать человеческий облик. Тогда возникает вопрос среди исследователей, является ли человек рядом с ними тем, кем они кажутся. Недоверие подрывает группу и среди всех должно искать способы определить, кто является или не является человеком.
В 2011 году фильм вошёл в список наиболее достоверных научно-фантастических фильмов по версии НАСА. Фильм также включён Стивеном Кингом в список 100 наиболее значительных картин жанра ужасов с 1950 по 1980-й год. В 2001 году лента была включена в Национальный реестр фильмов.